# Urospora longissima
Urospora longissima is een soort in de taxonomische indeling van de Myzozoa, een stam van microscopische parasitaire dieren. Het organisme komt uit het geslacht Urospora en behoort tot de familie Urosporidae. Urospora longissima werd in 1898 ontdekt door Caullery & Mesnil.